# 里普利縣 (密蘇里州)
里普利县（英語：Ripley County）是位於美國密蘇里州東南部的一個縣，南界阿肯色州。面積1,616平方公里。根據美國2000年人口普查，共有人口13,509人。縣治多尼芬 （Doniphan）。
成立於1833年1月5日。縣名紀念1812年戰爭時期軍人、代表路易斯安那州的聯邦眾議員伊利札·W·里普利 （Eleazar Wheelock Ripley）。。